# Serie A2 2020-2021 (pallanuoto maschile)
La Serie A2 2020-2021 è stata la 37ª edizione di questo torneo, che dal 1984-1985 rappresenta il secondo livello del campionato italiano maschile di pallanuoto.
Il campionato è diviso in due fasi. La prima fase si è aperta il 16 gennaio 2021 e chiusa il 22 maggio 2021, la seconda fase (Playoff) è iniziata il 28 maggio 2021 ed è terminata il 4 luglio 2021.
Le squadre partecipanti sono 24, suddivise in 4 giorni da 6 squadre ciascuna secondo criteri di vicinanza regionali per evitare trasferte lunghe per questioni legate alla pandemia di Covid-19.
A causa del blocco delle retrocessioni nella stagione 2019-2020 non ci sono squadre retrocesse dalla Serie A1 ad eccezione della Canottieri Napoli.
Le due squadre promosse in Serie A1 2021-2022 al termine dei playoff sono la Anzio Waterpolis e la Nuoto Catania.

## Squadre partecipanti

### Girone Nord-Ovest
| Club            | Città          | Piscina                                            | Stagione 2019-2020    |
| --------------- | -------------- | -------------------------------------------------- | --------------------- |
| Arenzano        | Arenzano (GE)  | Piscina Comunale                                   | in Serie A2 2019-2020 |
| Bogliasco       | Bogliasco (GE) | Stadio del Nuoto "Gianni Vassallo"                 | in Serie A2 2019-2020 |
| Camogli         | Camogli (GE)   | Piscina Comunale "Giuva Baldini"                   | in Serie A2 2019-2020 |
| Crocera Stadium | Genova         | PalaGym Crocera Stadium                            | in Serie A2 2019-2020 |
| Lavagna '90     | Lavagna (GE)   | Piscina Comunale                                   | in Serie A2 2019-2020 |
| Sturla          | Genova         | Piscina Comunale "Gianni Vassallo" (Bogliasco, GE) | in Serie A2 2019-2020 |

### Girone Nord-Est
| Club              | Città     | Piscina                   | Stagione 2019-2020    |
| ----------------- | --------- | ------------------------- | --------------------- |
| Brescia           | Brescia   | Piscina Comunale          | in Serie B 2019-2020  |
| Como              | Como      | Piscina Olimpica Comunale | in Serie A2 2019-2020 |
| De Akker Bologna  | Bologna   | Piscina Carmen Longo      | in Serie B 2019-2020  |
| Plebiscito Padova | Padova    | Piscina Comunale          | in Serie B 2019-2020  |
| Sori              | Sori (GE) | Piscina Comunale          | in serie B 2019-2020  |
| Torino '81        | Torino    | Palazzo del Nuoto         | in Serie A2 2019-2020 |

### Girone Centro
| Club          | Città              | Piscina                              | Stagione 2019-2020    |
| ------------- | ------------------ | ------------------------------------ | --------------------- |
| Anzio         | Anzio (RM)         | Piscina Comunale di Anzio            | in Serie B 2019-2020  |
| Civitavecchia | Civitavecchia (RM) | Stadio del Nuoto "Marco Galli"       | in Serie A2 2019-2020 |
| Olympic Roma  | Roma               | Foro Italico - Piscina dei "Mosaici" | in Serie A2 2019-2020 |
| Roma Vis Nova | Roma               | Piscina Comunale (Monterotondo, RM)  | in Serie A2 2019-2020 |
| Tuscolano     | Roma               | Foro Italico - Piscina dei "Mosaici" | in Serie A2 2019-2020 |
| Vela Ancona   | Ancona             | Piscina del Passetto                 | in Serie A2 2019-2020 |

### Girone Sud
| Club              | Città             | Piscina                                     | Stagione 2019-2020                    |
| ----------------- | ----------------- | ------------------------------------------- | ------------------------------------- |
| Acquachiara       | Napoli            | Piscina Comunale (Santa Maria Capua Vetere) | in Serie A2 2019-2020                 |
| Arechi            | Salerno           | Piscina Comunale "Simone Vitale"            | in Serie A2 2019-2020                 |
| Canottieri Napoli | Napoli            | Piscina "Alba Oriens" (Casoria)             | in Serie A1 2019-2020; autoretrocessa |
| Catania           | Catania           | Piscina "Francesco Scuderi"                 | in Serie A2 2019-2020                 |
| CUS Messina       | Messina           | Piscina Olimpica C.U.S.                     | in Serie A2 2019-2020                 |
| Muri Antichi      | Tremestieri Etneo | Piscina di Nesima (Catania)                 | in Serie A2 2019-2020                 |

## Play-off

### Tabellone 1
|  | Semifinali | Semifinali    | Semifinali | Semifinali | Semifinali |  |  | Finale    | Finale    | Finale    | Finale | Finale |  |
|  |            |               |            |            |            |  |  |           |           |           |        |        |  |
|  | 1NO        | Bogliasco     | 9          | 6          | 13         |  |  |           |           |           |        |        |  |
|  | 2NE        | Brescia       | 7          | 12         | 9          |  |  | Bogliasco | Bogliasco | Bogliasco | 9      | 9      |  |
|  | 1S         | Catania       | 10         | 11         | 13         |  |  | Catania   | Catania   | Catania   | 9      | 10     |  |
|  | 2C         | Roma Vis Nova | 12         | 9          | 11         |  |  |           |           |           |        |        |  |

### Tabellone 2
|  | Semifinali | Semifinali       | Semifinali       | Semifinali | Semifinali |  |  | Finale           | Finale           | Finale           | Finale | Finale |  |
|  |            |                  |                  |            |            |  |  |                  |                  |                  |        |        |  |
|  | 1C         | Anzio            | Anzio            | 15         | 10         |  |  |                  |                  |                  |        |        |  |
|  | 2S         | Acquachiara      | Acquachiara      | 8          | 8          |  |  | Anzio            | Anzio            | Anzio            | 9      | 7      |  |
|  | 2NO        | Camogli          | Camogli          | 12         | 5          |  |  | De Akker Bologna | De Akker Bologna | De Akker Bologna | 5      | 7      |  |
|  | 1NE        | De Akker Bologna | De Akker Bologna | 16         | 10         |  |  |                  |                  |                  |        |        |  |